# فتیکچاری
فتیکچاری (به لاتین: Fatikchhari) یک منطقهٔ مسکونی در بنگلادش است که در فاتیکچاری واقع شده‌است. فتیکچاری ۱۰۰٬۰۰ نفر جمعیت دارد.